# Wet van Chézy
De formule van Chézy is een formule voor het berekenen van de gemiddelde stroomsnelheid in een willekeurige stroomvoerende watergang (kanaal) waarin een eenparige, turbulente vloeistofstroming plaatsvindt. Deze relatie werd in 1775 ontwikkeld door Antoine de Chézy ten behoeve van de berekening van Parijse riolering, de formule met daarin de coëfficiënt van Chézy werd pas later ontwikkeld.
De formule luidt:
{\displaystyle v=C\cdot {\sqrt {R\cdot i}}}
Daarin is:
{\displaystyle v} de gemiddelde snelheid [m/s]
{\displaystyle C} de coëfficiënt van Chézy [m½/s]
{\displaystyle R} de hydraulische straal van een leiding [m]; bij een kanaal of rivier is {\displaystyle R} gelijk aan de waterdiepte.
{\displaystyle i} het verhang van de energielijn [-]
Voor een vlak bed (dus zonder ribbels) kan {\displaystyle C} benaderd worden met de aangepaste versie van de formule van Colebrook-White:
{\displaystyle C=18\log _{10}{\frac {12R}{2d}}}
waarin:
{\displaystyle d} de korreldiameter is in [m]
Deze formule is alleen bruikbaar voor redelijk rechte kanalen met een vlakke zandbodem, eigenlijk dus alleen voor irrigatiekanalen en niet voor rivieren.
Een fundamenteel punt van kritiek op de wet van Chézy is dat de coëfficiënt {\displaystyle C} niet dimensieloos is, maar zelfs een vrij rare dimensie heeft [m½/s]. Dus als andere dan SI-eenheden gebruikt worden, krijgt {\displaystyle C} ook een andere waarde. Overigens heeft de in de Angelsaksische wereld gebruikelijke Manning-formule hetzelfde euvel, de in deze formule gebruikte coëfficiënt {\displaystyle n} is ook niet dimensieloos. De coëfficiënt in de Strickler formule {\displaystyle K_{s}} is {\displaystyle 1/n}, en dus ook niet dimensieloos.
Formules voor de berekening van {\displaystyle C} bij natuurlijke waterlopen bestaan eigenlijk niet. Bij rivieren wordt de {\displaystyle C} daarom eigenlijk alleen bepaald door verhangmetingen bij de desbetreffende riviersectie zoals gedaan is bij Driel (zie hieronder) of aan de hand van verlijking van de rivier met foto's van secties waarvan de {\displaystyle C} bekend is. 
In het boek van Ven Te Chow worden algemene waarden en een grote verzameling foto's gegeven. (Overigens geeft Te Cow de weerstand in de vorm van de {\displaystyle n} van Manning, maar die is eenvoudig om te rekenen in de {\displaystyle C} van Chézy).

## Waarden van de Chézy-coëfficiënt
Er zijn wereldwijd veel metingen gedaan om de waarde van {\displaystyle C} te bepalen voor verschillende typen rivierbeddingen. Over de periode 1955-1958 zijn in de Nederrijn bij Driel metingen gedaan om de waarde van {\displaystyle C} voor de uiterwaarden te bepalen. Dit leverde Chézy-waarden op tussen de 38,4 en 55,0 [m½/s] , waarbij de laagste waarden voorkwamen bij zeer lage rivierafvoer, dus relatief een ruwe bodem. Dit is in 2003 meer vastgelegd in het RWS handboek Stromingsweerstand vegetatie in uiterwaarden . Met name in deel 2 van dit handboek worden veel formules gegeven voor het bepalen van de Chézy-waarde als functie van vegetatiekenmerken, soort begroeiing, begroeiingsdichtheid, en dergelijke. In meer recent onderzoek is gekeken naar een directe relatie tussen de vegetatiehoogte en de Chézy-waarde.